# 蘆田愛菜
蘆田愛菜（日语：／ Ashida Mana，2004年6月23日—），日本女演員。出生於兵庫縣西宮市，現居於東京都，隸屬於Jobbykids旗下。
蘆田愛菜在朝日放送的電視劇中首次亮相，在出演電視劇《Mother》時成名，被稱為「天才童星」（天才子役），並由此劇在她剛過六歲生日之時拿下第65屆日劇學院賞新人賞（特別賞），同時也成為史上最年輕的得主。6歲時主演單集電視劇《再見我們的幼稚園》，以及連續劇《MARUMO的規定》，成為日劇最年輕的主演演員，同時這兩劇也讓其拿下2011年東京國際戲劇節電視劇大獎最佳女主角獎。電影方面，參演了《告白》、《白兔糖》、《阪急電車 單程15分鐘的奇蹟》、《環太平洋》、《圓桌》（円卓）等電影作品，也曾為多部外語片作日語配音。
2011年（平成23年），與同劇另一名童星鈴木福演唱《MARUMO的規定》主題曲《Maru Maru Mori Mori!》，組合薰和友樹，偶爾還有MUKKU。，演唱了此電視劇主題曲《Maru Maru Mori Mori!》線上下載量超過200萬次，實體唱片出貨量超過50萬張。打進了各排行榜的前十大，並持續了一段時間。成為線上得到此佳績的藝人中年紀最輕者。

## 早年
蘆田於2004年（平成16年）6月23日出生於日本兵庫縣西宮市，為獨生女，出生時體重2.8公斤，身長46厘米。父母為其取名「愛菜」，含義為《聖經》中的「滿足靈魂和飢餓的麵包」與「由天主給予的生命」。
蘆田在小時候便對角色扮演感興趣，她的父母發現後於是引領蘆田走上演藝之路。因此蘆田的父母於其3歲的時候帶她加入演藝經紀公司Jobbykids。

## 演藝生涯

### 初期
2009年，蘆田愛菜經朝日放送的電視劇《ABC短篇電影2：大冒險媽媽》（ABCショートムービー2 “だいぼーけんまま”）出道。她的首部電影作品則是改編自漫畫的真人版電影《仰望半月的夜空》。在同年，她出演了電影《告白》，飾演森口愛美一角。她也出演了改編自1990年美國電影《人鬼情未了》的日本電影《新人鬼情未了》。蘆田憑着這部電影，成為第34屆日本電影金像獎新人演員獎的得獎者之一。
在演戲以外，蘆田亦為了多部外國電影作日語配音。她配了在《神偷奶爸》裏的玲玲（Agnes），以及在《唐山大地震》中為童年方登一角作日語配音。

### 2010年後半至11年前半：知名度上升
蘆田在獲獎電視劇《Mother》中飾演一名受到虐待的女孩道木怜南後，開始慢慢受到注目。她憑《Mother》一劇獲得第65屆日劇學院賞新人獎(特別獎)、2010年東京電視劇獎特別獎等獎項，也成為日劇學院賞歷年來最小的得主。
2010年（平成22年）12月23日參加秘密嵐VIP ROOM綜藝節目，以6歲的年齡成為該節目史上最年少嘉賓，儘管年齡與秘密嵐相差甚遠，但全程仍舊非常開心的與嵐互動，嵐也完成了蘆田的所有心願，節目最終選了松本潤為最喜歡的嵐。
在2011年，她以6歲之齡主演單集電視劇《再見我們的幼稚園》，成為日本電視劇史上最年輕的主演演員，亦憑著本劇拿下2011年東京電視節電視劇大獎最佳女主角獎。同年春季，她更跟阿部貞夫主演了連續劇《MARUMO的規定》，同劇跟另一名6歲童星鈴木福一起演出。該劇大結局的收視率達23.9%，全劇11集的平均收視率為15.8%。蘆田亦憑《MARUMO的規定》拿下第69屆日劇學院賞最佳女主角獎。
2011年日本發生史上最大規模311東日本大地震，《日本放送》指出，聽眾們對於聽到孩子的歌曲意願很強烈，「我們認為，孩子的歌曲應該用孩子的聲音來傳達，因此在當年兒童節特別節目，決定由蘆田擔任女主播，盼她的聲音能夠傳到地震災區。」（註：日本兒童節為5月5日），蘆田也成了《日本放送》56年來年紀最小的女主持人。
在2011年前半，她參與了多部電影，包括《狗狗心事2》、《阪急電車 單程15分鐘的奇蹟》。
同劇的主題曲《Maru Maru Mori Mori!》由蘆田愛菜和鈴木福主唱，為蘆田的首張音樂作品。他們為此組成「薰和友樹，偶爾還有MUKKU。」組合，組合名取自他們在劇中的名字和在戲裏養的狗「MUKKU」（ムック）。這首歌於2011年5月25日由環球音樂以單曲形式發行，在Oricon公信榜上獲得第3名。他們憑這張單曲成為打進該榜十甲的最年輕組合，刷新由Kigurumi（キグルミ）創下的紀錄。在同年8月6日，他們參與了富士電視台舉辦的音樂特別節目《FNS歌謠祭》，並且在節目中參與了三首曲子的演出，包括《Maru Maru Mori Mori!》（AKB48擔任舞團）、《美好的星期天～Gyu Gyu Good Day!～》，而櫻桃小丸子主題曲，則與本曲之原唱、AKB48等藝人一同演出，也是愛菜當日演出的最後一首曲子。
同年8月14日，蘆田與鈴木福和另外兩名童星大橋望美和加藤清史郎一起上了音樂節目《MUSIC JAPAN》，為他們首次同台演出，亦是最後一次與大橋望美同台演出，隔年3月大橋望美即透過事務所宣布引退，除課業因素外，其主因即人氣不敵蘆田愛菜。

### 2011年後半
蘆田參演由松山研一主演的電影《白兔糖》，飾演女主角鹿賀凜，獲得各方好評。報導指攝影現場中，蘆田的笑聲常讓現場的氣氛變得平穩。導演薩布亦指雖然一開始並不抱厚望，但實際的表現卻令他嚇一跳。《日本時報》的評論指，蘆田「從被遺棄的流浪兒至活潑兒之間無間斷的進化，輕鬆地驚艷所有人」。蘆田憑《白兔糖》、《阪急電車 單程15分鐘的奇蹟》等電影，獲得第54屆藍絲帶獎最佳新人獎，打破原田知世《穿越時空的少女》於1984年的紀錄，成為藍絲帶獎史上最年少獲獎者。
2011年10月，蘆田獲邀為NHK長壽節目《蛋白奶酥的心情》的主持，自此跟久本雅美和伊藤麻子一起主持，直至2012年3月因優先學業而由桃色幸運草Z的百田夏菜子替代她的位置。
2011年9月15日，環球音樂宣布蘆田將會發行個人音樂作品。她的首張單曲《美好的星期天～Gyu Gyu Good Day!～》於同年10月發行。《美好的星期天》是一首伴有舞步、帶活潑節奏的曲目，獲採用為7&I的廣告歌曲。這張單曲在Oricon公信榜上取得第4名，讓她成為該榜在發行首星期打進頭十名的最年輕個人歌手，以7歲4個月之齡打破後藤久美子在13歲時創下的紀錄。她的首張專輯《Happy Smile!》則於同年11月發行。環球音樂為此在9月15日至10月5日期間設立網站，向公眾收集想收錄在專輯的歌曲。專輯在發行首星期在公信榜上取得第8名，讓她成為該榜史上首名不滿10歲而能夠打進頭十名的個人歌手。
蘆田跟鈴木福在2011年年尾的NHK年度節目《第62屆NHK紅白歌合戰》登場，以7歲的年齡成為紅白史上最年輕的表演者，刷新大橋望美在2008年9歲的紀錄。由於日本法令規定未成年藝人晚上8點以後不能工作，NHK為此破例提前15分鐘播出，節目中也特別企劃讓蘆田和鈴木福不分組共同演唱。

### 2012年至今
蘆田在2012年參與的首部電影是改編自同名美國兒童小說的動畫電影《神奇樹屋》，在戲裏為安妮（アニー）一角配音。另外，她亦電視動畫《寶石寵物 Kira☆Deco！》演唱主題曲，其中片尾曲《一直一直是朋友》更是該年上映的動畫電影《寶石寵物電影 甜品舞公主》。她在這部電影中亦為瑪娜公主一角配音。《一直一直是朋友》於同年5月作為她的第2張單曲發行，動畫的片頭曲《Happy Lucky ☆ Go!》亦收錄在內，該曲在Oricon公信榜上取得第16名。
2012年（平成24年）4月，她前往加拿大多倫多參與了電影《環太平洋》的拍攝，為期兩週。這是她首次進軍好萊塢，飾演的角色是女主角森真子（菊地凛子飾）的幼年時期。導演葛雷摩·戴托羅為這個角色在東京舉行選角會，當看到蘆田的樣本影片時，就指名起用蘆田，蘆田與導演葛雷摩·戴托羅也有著良好的互動，由於蘆田唸不習慣葛雷摩·戴托羅的英文名字，因此為他取了「龍貓桑」的綽號。該片於2013年上映。
2012年夏季，蘆田跟豐川悅司一起主演富士電視台電視劇《美麗的天雨》。豐川飾演一名被診斷患上阿兹海默症單親父親，蘆田則飾演他的女兒木下美雨。該劇的主題歌也是由蘆田演唱，名為《雨中的心願》。這首歌作為她第3張個人單曲，於2012年8月1日發行。同年12月27日，她8歲時在品川區立綜合區民會館舉辦自己的首個個人演唱會，為日語流行樂壇史上最年輕開個人演唱會的藝人。除了自己的代表歌曲《Maru Maru Mori Mori!》，她在演唱會上還唱了AKB48《Everyday、髮箍》等十多首歌曲。
2012年（平成24年）底日本《朝日娛樂雜誌》報導蘆田年收高達1.9億日圓，排名第八。
2014年（平成26年）1月，蘆田參演的電視劇《明天媽媽不在》在日本播出，她在該劇飾演一位名叫「郵箱」，於棄嬰保護艙出生的棄嬰。蘆田在《明天媽媽不在》的表現獲得高度評價，由Oricon公信榜所進行的一項調查中顯示有50.8%的觀眾對她在該劇的表現感到非常滿意。同年她宣布將會初次主演電影《圓桌》的消息，該部電影已於2014年6月21日上映，並且決定將會銷售藍光版DVD。
2015年（平成27年），蘆田主演日本放送協會的《頑強的人們！》，在該劇飾演深見乃亞，一位年僅10歲便當上公司總裁的女孩。這是蘆田第一次主演NHK的劇集。
擔任日本放送協會2018年下半年晨間劇《泡麵之王》的旁白，以14歲之齡成為史上最年輕的旁白。
2019年（令和元年）12月，公布將主演2020年（令和2年）上映的電影《星之子》，為睽違5年再次主演電影。
2025年演出《工作細胞》真人電影版，劇中飾演注重健康，夢想成為醫生的女子高中生漆崎日胡。而此劇也是繼2011年電視劇《寶貝的生活守則》後再次和男演員阿部貞夫飾演父女。

## 個人
蘆田愛菜雖是一名出身自兵庫縣的關西人，但在影視作品中卻不常說關西方言，而多說標準語，在日常生活才說關西腔。她很喜歡電視動畫系列《寶石寵物》，得知能為該動畫演唱主題曲和配音時十分高興。蘆田愛好吃天乃屋的歌舞伎揚、酢昆布、黃瓜、炒青菜、筑前煮與鰺魚唐揚；討厭的食物則為茄子與南瓜。此外，她也是韓國女子組合KARA的歌迷。
2011年（平成23年）6月23日，適逢蘆田7歲生日，富士電視台特別安排了一份神秘禮物送給蘆田，特別邀請到韓國女子團體「KARA」現身為蘆田慶生，讓蘆田又驚又喜，攜手大跳她們的招牌屁股舞，她滿足地說：「這是最棒的禮物！」，秘密錄影並在同年7月3日的節目中播映。
現時蘆田與其父母一起居於東京。

### 父母
雖然蘆田在各媒體中的曝光率很高，但她的父母卻一直低調行事，很少於鏡頭前露面，情報也甚少。但當蘆田的工作出現問題時，其父母總會成為眾矢之的。例如2011年（平成23年）蘆田拍攝《南極大陸》時因太累而在片場大哭，有網民批評蘆田父母「靠女兒」，把她當成「搖錢樹」等。
雖然如此，但蘆田的父母對她並不壞。當蘆田出外作演出時，其父母總會陪伴她一同出外，當女兒有不懂唸的單詞、方言或句子時，總會在她身旁指導協助。

### 其他
蘆田愛菜在學校也遭同學霸凌。2012年（平成24年）間據日本媒體指出，蘆田愛菜最近升上小二，不過去學校都沒有甚麼精神，原因可能是有不少惡劣同學老愛欺負她，把上面寫著「蘆田愛菜」、已經標示好名字的文具都偷偷帶回家，還因此讓蘆田一年得要買上10個鉛筆盒，她的父母已經為此和校方討論轉學事宜。
日本網友聽到這件事情，有人說：「原本覺得老在電視上看到蘆田很煩，現在覺得她好可憐」，也有人分享自己的經驗談，認為有可能是同學的父母心生嫉妒，才指使小孩霸凌。蘆田也因此事件與其父母一起居於東京。

## 影視作品

### 電影
- 《仰望半月的夜空》（2010年）：飾 夏目未来
- 《告白》（2010年）：飾 森口愛美
- 《新人鬼情未了》（2010年）：飾 鬼魂少女
  - 《小幽靈物語～另一個回憶》「（ちいさなゴーストの物語～もうひとつの想い～）（約11分）」（藍光限定）[72]
- 《狗狗心事2》（2011年）：飾 茉奈
- 《阪急電車 單程15分鐘的奇蹟》（2011年）：飾 萩原亞美[73]
- 《白兔糖》（2011年）：飾 鹿賀凜[74]
- 《無用男之城（日语：のぼうの城#映画）》（2012年）：飾 千鳥（ちどり）
- 《環太平洋》（2013年）：飾 幼年时期的真子[9][50][51]
- 《圓桌（日语：円卓 (小説)#映画）》（2014年）：飾 渦原琴子，主演[75]
- 《電影 山田孝之3D》（2017年）：飾 本人[76]
- 《星之子》（星の子，2020年）：飾 千尋（ちひろ），主演[77]
- 《春心萌動的老屋緣廊》（2022年）：飾 佐山麗，主演[78]
- 《工作細胞》（2024年）：飾演 漆崎日胡

### 電視劇
- 《ABC短篇電影2：大冒險媽媽》（ABCショートムービー2 “だいぼーけんまま”，2009年，朝日放送）
- 《結黨！老人黨（日语：結党!老人党）》（2009年，WOWOW）：飾 香田由芽
- 《代書萬萬歲》 第3集（2010年1月－3月，TBS）：飾 美笑
- 《Mother》（2010年4月－6月，日本電視台）：飾 道木怜南（鈴原繼美）[3][79][80][81]
- 《廁所的神明》（2011年1月5日，MBS電視台）：飾 植村花菜（童年）[82]
- 《江～公主們的戰國～》（2011年1月－9月，NHK）：飾 茶茶（童年）、千（童年）
- 《再見我們的幼稚園（日语：さよならぼくたちのようちえん (テレビドラマ)）》（2011年3月30日，日本電視台）：飾 山崎康娜，主演[5]
- 《MARUMO的規定》（2011年4月24日－7月3日，富士電視台）：飾 笹倉薰，主演[83]
  - 《MARUMO的規定特別篇》（2011年10月9日，富士電視台）
  - 《MARUMO的規定特別篇2》（2014年9月28日，富士電視台）
- 《花樣少年少女 ～美男☆樂園～》 第1集（2011年7月－9月，富士電視台）：飾 笹倉薰，客串[84]
- 《在這世界的角落》（2011年8月5日，日本電視台）：飾 北條千鶴[85]
- 《真實的恐怖故事 夏日特別篇2011》（2011年9月3日，富士電視台）：飾 須崎彩香，主演[86]
- 《南極大陸》（2011年10月－12月，TBS）：飾 古館遙香[87][88]
- 《詐欺遊戲電視劇～詐欺遊戲：再生》（2012年3月5日－8日，富士電視台）：飾 艾莉絲（アリス），主演[89]
- 《美麗的天雨》（2012年7月－9月，富士電視台）：飾 木下美雨，主演[90]
- 《彩色日村（日语：イロドリヒムラ）》 第6集（2012年11月19日，TBS）：飾 小友（トモちゃん）
- 《The Partner 〜給摯愛的百年朋友〜》（2013年9月29日，TBS）：飾 鈴木櫻
- 《明天媽媽不在》（2014年1月15日－3月12日，日本電視台）：飾 郵箱（ポスト，Post），主演[60]
- 《銀二貫（日语：銀二貫）》（2014年4月10日－6月5日，NHK綜合）：飾 真帆（童年）[91]
- 《小花的味噌湯（日语：はなちゃんのみそ汁）》（2014年8月30日，日本電視台）：飾 安武花（安武はな）[92]
- 《頑強的人們（日语：ラギッド!）》（2015年2月21日、28日，NHK BS Premium）：飾 深見乃亞，主演[63]
- 《我們的家》（2016年4月17日－6月12日，富士電視台）：飾 伴櫻子，主演（和夏綠蒂·凱特·福克斯共同主演）[93]
- 《山田孝之的戛纳电影节》（2017年1月7日－3月25日，东京电视台）：飾 蘆田愛菜，主演
- 《花へんろ 特別編 「春子的玩偶」（日语：花へんろ）》（2018年8月4日，NHK BS Premium）：飾 富田春子[94]
- 《NHK晨間劇 萬福》（2018年10月1日，NHK）：飾 旁白[95]
- 《麒麟來了》（2020年，NHK）：飾 明智玉（明智たま）[96]
- 《最好的老師》（2023年7月15日－9月23日，日本電視台）：飾 鵜久森葉
- 《再見指揮家～父親和我的熱情～》（2024年1月14日－3月17日，TBS）：飾 夏目響[97]

### 配音
- 《神偷奶爸》（2010年）：飾 愛妮（Agnes），日語版配音[18]
- 《唐山大地震》（2010年）：飾 方登（童年），日語版配音[19]
- 《第二國度 白色聖灰的女王》（2011年）：飾 神秘少女，PS3遊戲配音[98]
- 《神奇樹屋》（2012年）：飾 安妮（アニー），配音[46]
- 《寶石寵物電影 甜品舞公主》（2012年）：飾 瑪娜公主，配音[48]
- 《神偷奶爸2》（2013年）：飾 愛妮（Agnes），日語版配音
- 《我們的動物園（英语：Our Zoo）》（2015年4月29日、WOWOW）：飾 June Mottershead（日語版配音）[99]
- 《史努比 The Peanuts Movie》（2015年12月4日、二十世紀福斯）：飾 紅髮女孩（日語版配音）[100]
- 《劇場版 精靈寶可夢 我們的故事》（2018年7月13日，東寶）：飾 拉茹果[101]
- 《哥吉拉II：怪獸之王》（2019年5月31日，東寶）：飾 麥蒂森·羅素（Madison Russell），（日語版配音）[102]
- 《海獸之子》（2019年6月7日，東寶）：飾 安海琉花 [103]
- 《海岬的迷途之家》（2021年8月27日，Aniplex）：飾 結[104]
- 《鏡之孤城》（2022年12月23日，松竹）：飾 狼小姐[105]
- 《無盡的史嘉萊特》（2025年11月21日，東寶）：飾 史嘉萊特，主演[106]

### 电视节目
- 《三明治人&芦田爱菜的小博士》（2019年10月12日－）：主持

## 廣告、代言
- 可果美株式会社，蔬菜生活100（2011）
- 小學館，小學館小學一年生學習雜誌（2011-2013）
- TakaraTomy，佳麗娃娃系列[107]（2011）
- 日清食品，雞湯拉麵（2011-2013年）
  - 小雞誕生篇（2011年8月13日－）
  - （2011年11月6日－）
  - 小雞銷售員篇（2012年1月26日－）
- 日本佳能
  - PIXUS印表機系列（2011-）
  - 重要的事，交給佳能篇（2012）
- 日本7-11（セブン&アイ・ホールディングス）、伊藤洋華堂[108] (2010年至今)

拍攝主題如：書包、服飾等多支商品廣告，其中另有一名當地童星鈴木福一同拍攝。
- 2013年SUBARU廣告

## 媒體出演

### 綜藝節目
- 《MUSIC JAPAN》（2011年8月14日，NHK）：嘉賓[34]
- 《蛋白奶酥的心情（日语：メレンゲの気持ち）》（2011年10月1日－2012年3月31日，NTV）：副主持[39][109]
  - 《蛋白奶酥的心情》（2010年12月4日、2011年9月25日、2014年6月28日、2015年11月28日，NTV）：嘉賓
- 《第62屆NHK紅白歌合戰》（2011年12月31日，NHK）：嘉賓[44][110]
- 《天才！志村動物園》，蘆田愛菜的動物社會科實地考察（2010～）：外場主持
  - 《天才！志村動物園》（2010～）：嘉賓
- 《秘密嵐》VIP ROOM：嘉賓
- 《SMAP×SMAP》：嘉賓
- 《火曜曲！》：嘉賓
- 《VS嵐》：嘉賓
- 《一分鐘改變生活的深度好故事（日语：人生が変わる1分間の深イイ話）》（2011.03.28、2014.02.17，日本電視台）：嘉賓
- 《森田一義時間_笑一笑又何妨！》（2011.05.05、2011.07.03、2012.07.31）：嘉賓
- 《NHK全國學校音樂大賽～小學部份》（2014年，第81回）：嘉賓[111]
- 《東京Girls_Collection》（2010～）：模特兒[112]

## 出版書籍
- 《愛菜學》（育兒書），ISBN 978-4-06-216617-1，2010年12月14日日本發行[113]
- 《爱菜的书架》まなの本棚，小学馆，ISBN 978-4093887007，2019年7月17日日本發行[114]

## 音樂作品

### 單曲
|            | 發行日期                                            | 標題                                       | 生產序號   | 生產序號   | Oricon公信榜 最高排名 |
| 初回限定版 | 發行日期                                            | 標題                                       | 普通版     |            | Oricon公信榜 最高排名 |
| ---------- | --------------------------------------------------- | ------------------------------------------ | ---------- | ---------- | --------------------- |
|            | 2011年7月13日（初回限定版） 2011年5月25日（普通版） | 《Maru Maru Mori Mori!》 （マル・マル・モリ・モリ!）              | UMCA-59001 | UMCA-50005 | 2                     |
| 1st        | 2011年10月26日                                      | 《美好的星期天～Gyu Gyu Good Day!～》 （ステキな日曜日〜Gyu Gyu グッデイ!〜） | UMCA-59002 | UMCA-50008 | 4                     |
| 2nd        | 2012年5月16日                                       | 《一直一直是朋友》 （ずっとずっとトモダチ）                    | UMCA-59004 | UMCA-50015 | 17                    |
| 3rd        | 2012年8月1日                                        | 《雨中的心願》 （）                        | UMCA-59008 | UMCA-50022 | 16                    |
| 4th        | 2014年8月6日                                        | 《Fight!!/勇氣》 （）                      | UPCH-89179 | UPCH-80377 | 30                    |
|            | 2014年9月24日                                       | 《Maru Maru Mori Mori! 2014》 （）         | UPCH-89183 | UPCH-80384 | 50                    |

### 專輯
|            | 發行日期   | 標題             | 生產序號   | 生產序號   | Oricon公信榜 最高排名 |
| 初回限定版 | 發行日期   | 標題             | 普通版     |            | Oricon公信榜 最高排名 |
| ---------- | ---------- | ---------------- | ---------- | ---------- | --------------------- |
| 1st        | 2011-11-23 | 《Happy Smile!》 | UMCA-19001 | UMCA-10001 | 8                     |

### 個人演唱會
|            | 舉行日     | 發行日期 | 標題     | 生產序號   | 生產序號      | Oricon公信榜 最高排名 |
| 初回限定版 | 舉行日     | 發行日期 | 標題     | JAN/ISBN   |               | Oricon公信榜 最高排名 |
| ---------- | ---------- | -------- | -------- | ---------- | ------------- | --------------------- |
| 1st        | 2012-12-27 | 2013-3-6 | 冬季仙境 | UPBH-20106 | 4988005753090 | 6                     |

## 獎項

### 2010年
- 第34屆日本電影金像獎新人賞（《新人鬼情未了》）[3]
- 第65屆日劇學院賞新人獎（特別獎）（《Mother》）[3]
- 2010年東京電視節電視劇大獎特別獎（《Mother》）[79]

### 2011年
- 第20屆TV LIFE（日语：TV LIFE）2010年度電視劇大獎、新人獎（《Mother》）[80]
- 第7屆年度最佳戲劇大賞（日语：TVnavi#ドラマ大賞）新人女優賞（《Mother》）[81]
- 2011年東京國際戲劇節最佳女主角獎（《MARUMO的規定》，《再見我們的幼稚園（日语：さよならぼくたちのようちえん (テレビドラマ)）》）[5]
- 2011年小學館 DIME Trend大獎，話題人物獎[119]
- 第53屆日本唱片大獎特別獎（《Maru Maru Mori Mori!》）[120]
- 第44屆日本有線大獎新人獎、特別獎（《Maru Maru Mori Mori!》）[121]
- 第28屆淺草演藝大獎（日语：浅草芸能大賞）新人獎[122]
- 第69屆日劇學院賞最佳女主角獎（《MARUMO的規定》）[123]、最佳電視劇歌曲獎（《Maru Maru Mori Mori!》）

### 2012年
- 第54屆藍絲帶獎最佳新人獎（《白兔糖》、《阪急電車 單程15分鐘的奇蹟》）[7]
- 第26屆日本金唱片大獎下載前五名、新人歌手前五名（日本音樂）（《Maru Maru Mori Mori!》）[124]

### 2023年
- 第117回日劇學院賞 最佳女配角（『最好的老師』）

## 外部連結
- 經紀公司個人介紹頁 （页面存档备份，存于） （日語）
- 唱片公司個人介紹頁 （页面存档备份，存于） （日語）
- 蘆田愛菜在互联网电影资料库（IMDb）上的資料（英文）